# Frank Klopas
Fotios "Frank" Klopas, (grekiska: Φώτιος «Φρανκ» Κλόπας), född 1 september 1966 i Prosymna, är en amerikansk-grekisk fotbollstränare och före detta professionell fotbollsspelare som spelade anfallare för Chicago Sting (inomhus), AEK Aten, Apollon Smyrnis, Kansas City Wizards och Chicago Fire mellan 1983 och 1999. Han vann tre grekiska ligamästerskap med AEK Aten samt en MLS Cup och en US Open Cup med Chicago Fire.
Klopas spelade också 39 landslagsmatcher och gjorde tolv mål för det amerikanska fotbollslandslaget mellan 1987 och 1995.
Efter den aktiva spelarkarriären tränade Klopas Chicago Storm, Chicago Fire och Impact de Montréal.